# Katedrála svatého Štěpána (Bourges)
Katedrála sv. Štěpána v Bourges je francouzská gotická katedrála se dvěma věžemi v průčelí a bohatou plastickou výzdobou, postavená v letech 1195–1270. S téměř současnou katedrálou v Chartres představuje začátek vrcholné gotiky. Originální pětilodní stavba bez příčné lodi, s kryptou a jedinečným souborem vitráží ze 13.–15. století stojí v jihovýchodní části historického města a je od roku 1992 zapsána na Seznamu světového dědictví UNESCO.

## Historie
První křesťanský kostel na tomto místě u hradeb města Avaricum vznikl již ve 3. století a po několika přestavbách dal arcibiskup Gauzlin, bratr krále Roberta II. v polovině 11. století postavit románskou katedrálu menších rozměrů. Roku 1195 věnoval arcibiskup Henri de Sully kapitule velkou sumu peněz a z toho se usuzuje na zahájení stavby. Roku 1214 byla postavena východní polovina katedrály a po přestávce byla v letech 1225–1255 dokončena hrubá stavba. Západní průčelí bylo až do výše střechy hotovo kolem 1270, práce na věžích se vlekly a roku 1313 bylo třeba podepřít jižní věž, na níž také nejsou zvony. Roku 1324 byla katedrála vysvěcena a dostala i astronomický orloj, nejstarší ve Francii.
Roku 1506 se zhroutila severní věž a byla opravena až 1542. Roku 1562 dobyli Bourges Hugenoti a plastiky i zařízení těžce poškodili. Za Francouzské revoluce bylo zařízení zničeno a rozkradeno a roku 1793 byla katedrála proměněna na „Chrám Jednoty“. V 19. století byla katedrála opravena a znovu v letech 2008–2013.

## Popis
Plán katedrály je velmi originální a vzhledem k poměrně krátké době stavby je kostel neobvykle homogenní. Neznámý architekt se snad inspiroval stavbou katedrály Notre-Dame v Paříži, později se od ní však výrazně odchýlil. Pětilodní stavba předně nemá příčnou loď, což ještě zdůrazňuje její délku – 125 m. Výška lodí je odstupňovaná, 37,15 m v hlavní lodi a 21,30 a 9,50 m u bočních lodí. Všechna tři patra mají okna, takže vnitřek je neobvykle světlý. Zvenčí má katedrála složitý systém poměrně subtilních opěráků a pod kněžištěm katedrály je „dolní kostel“, nepřesně nazývaný krypta. Vznikl proto, že gotická stavba přesahovala římské hradby města a zasahovala do někdejšího příkopu, takže výškový rozdíl několika metrů bylo třeba překonat. V dolním kostele byl pohřben Jan z Berry (+ 1416), cenné sochy na náhrobku však hugenoti silně poškodili. Vchod je ze severní boční lodi a podzemní kostel má délku 18 metrů a šířku 6,8 metrů.
Vnitřek působí monumentálně jednotným dojmem, lodi jsou zaklenuty šestidílnými klenbami se žebry, takže sloupy hlavní lodi jsou střídavě silnější a slabší, jak to odpovídá jejich zatížení. Ze zařízení vyniká orloj z roku 1424, který postavil André Cassart a navrhl Jean Fusoris. Zvlášť cenný je velmi početný soubor vitráží, které přežily všechny katastrofy. Vitráže v ochozu jsou ze 13. století, v kaplích patrně z 15. až 16. století. Velké mechanické varhany jsou moderní, stejně jako většina zvonů.

## Galerie

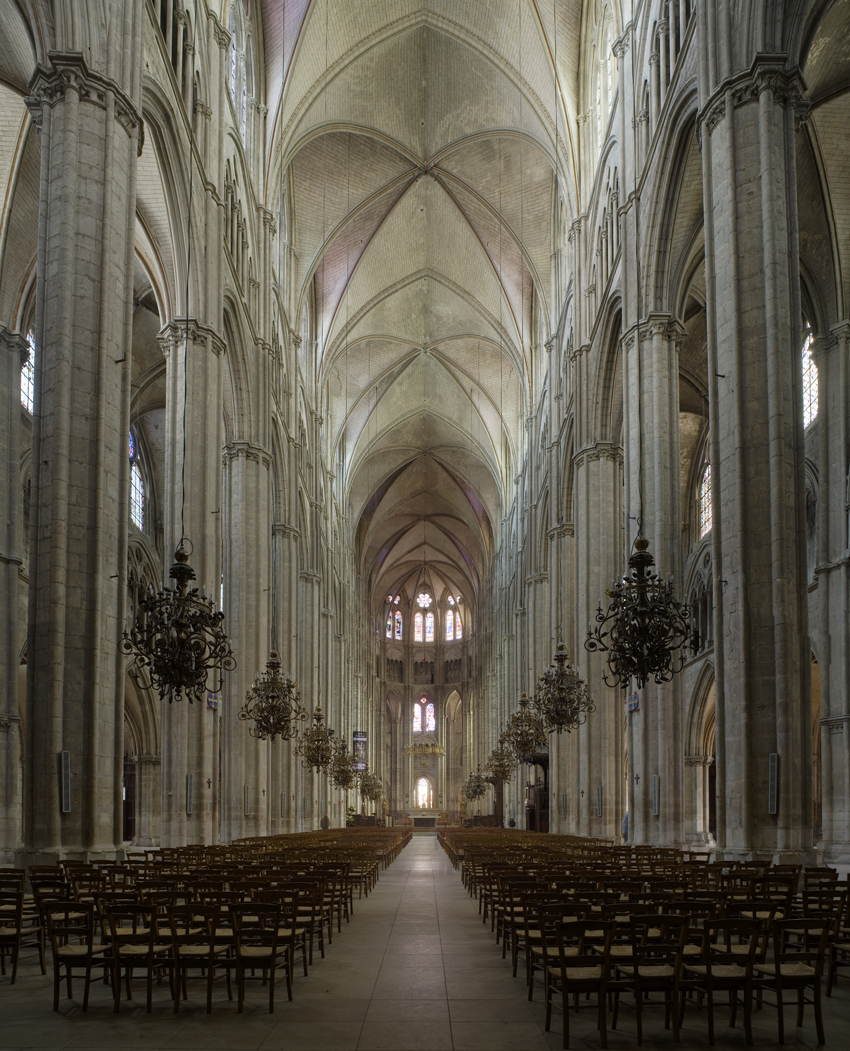
Interiér katedrály
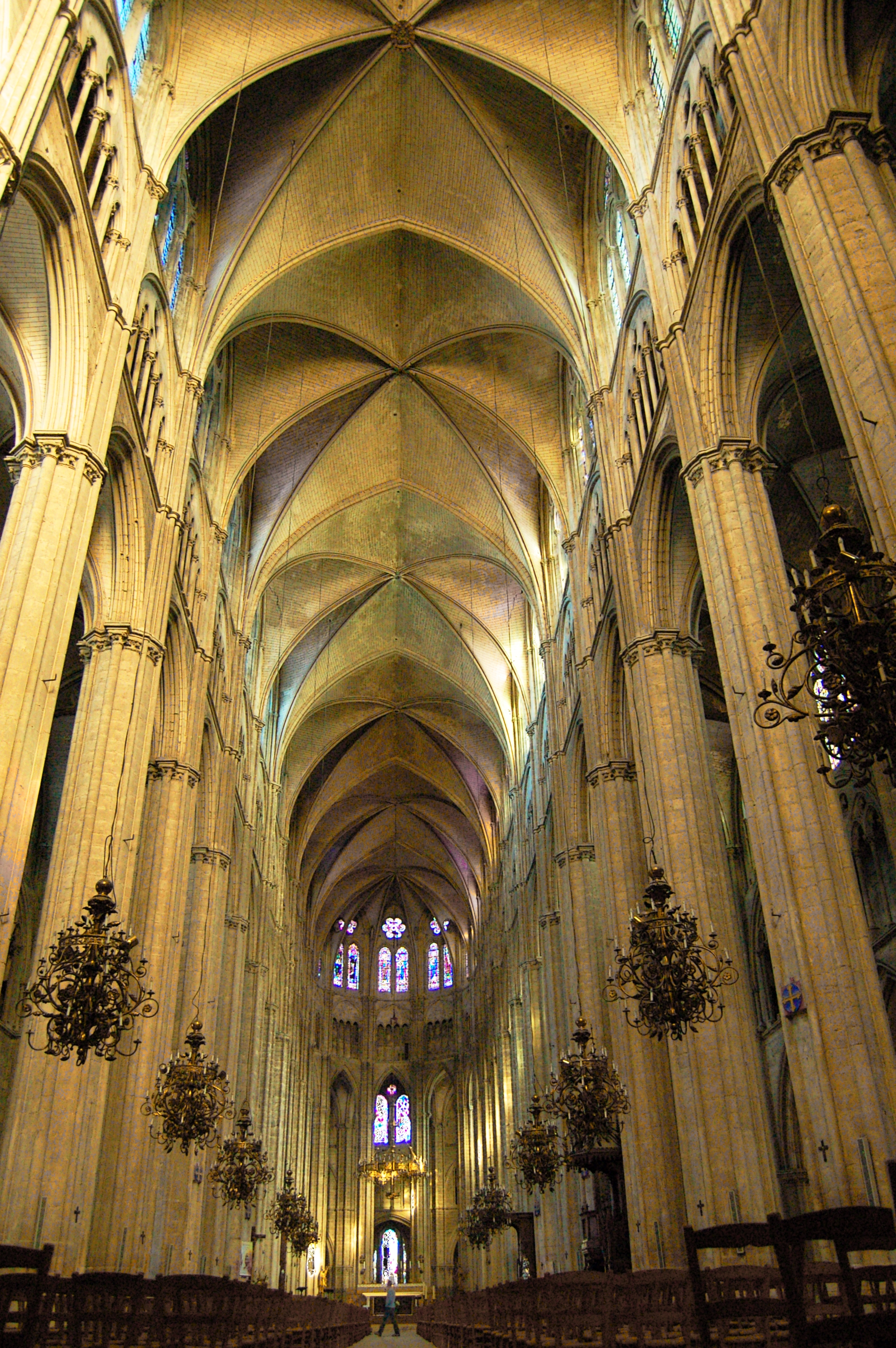
Interiér katedrály
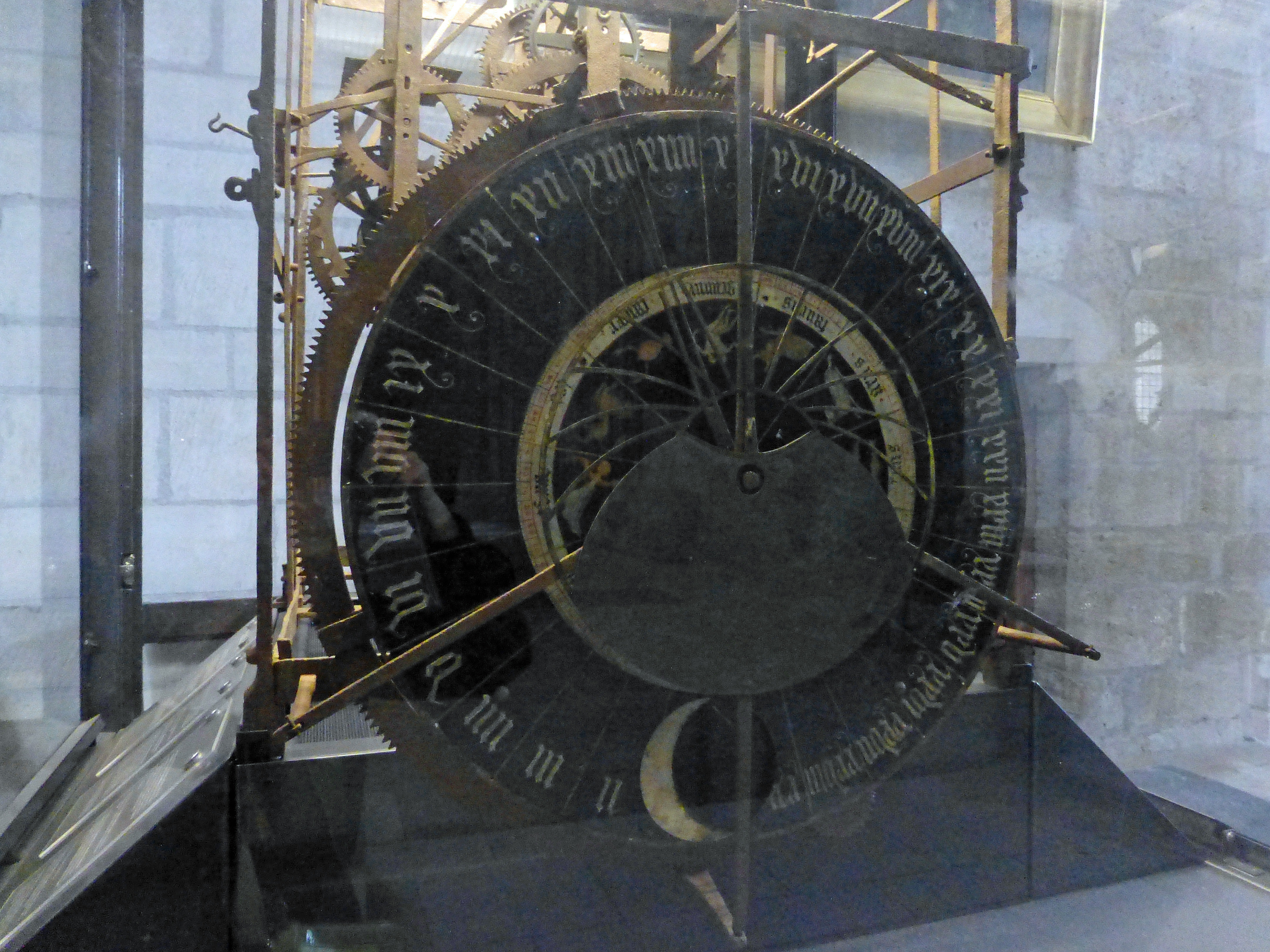
Orloj
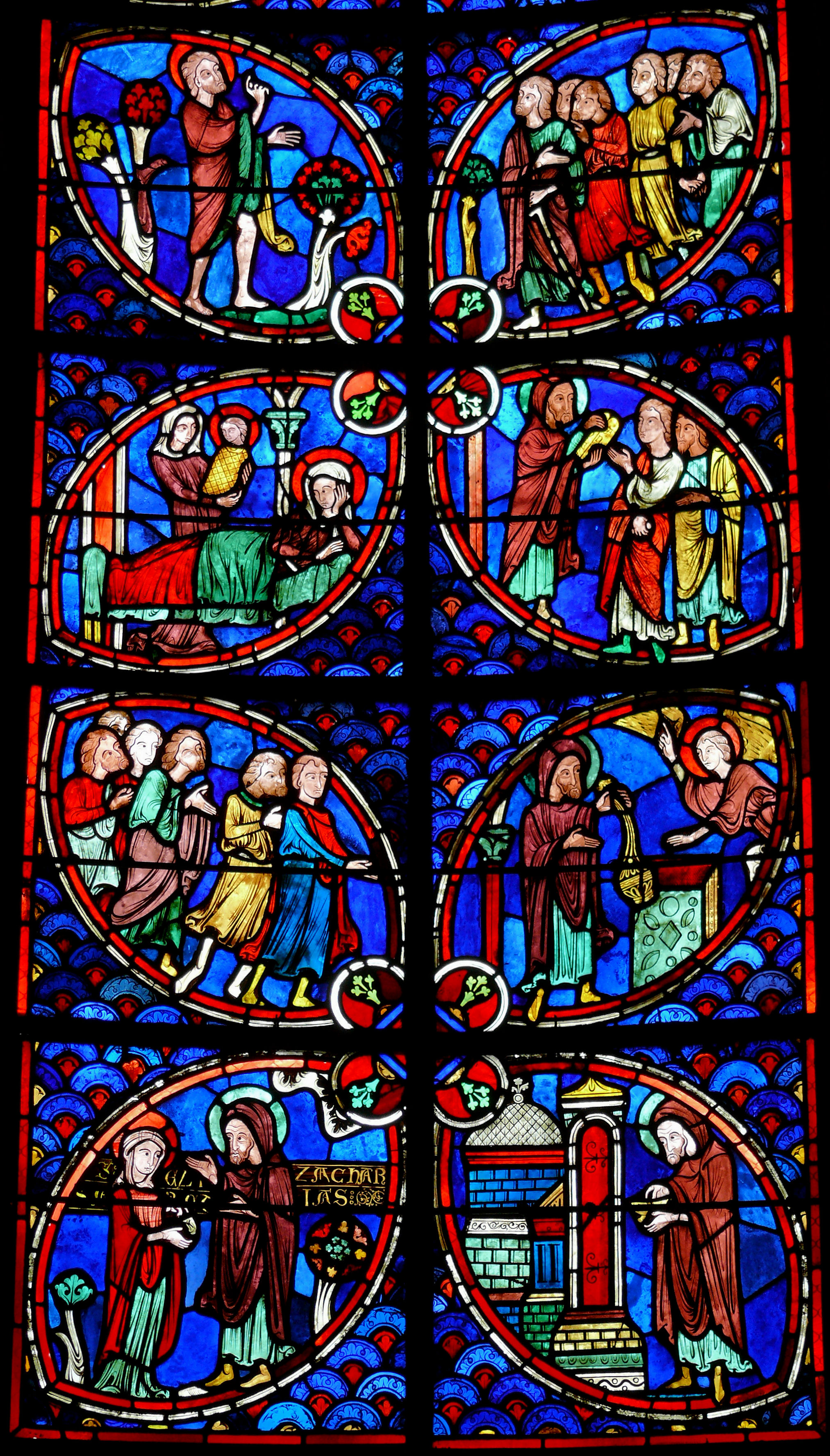
Vitráž (detail)
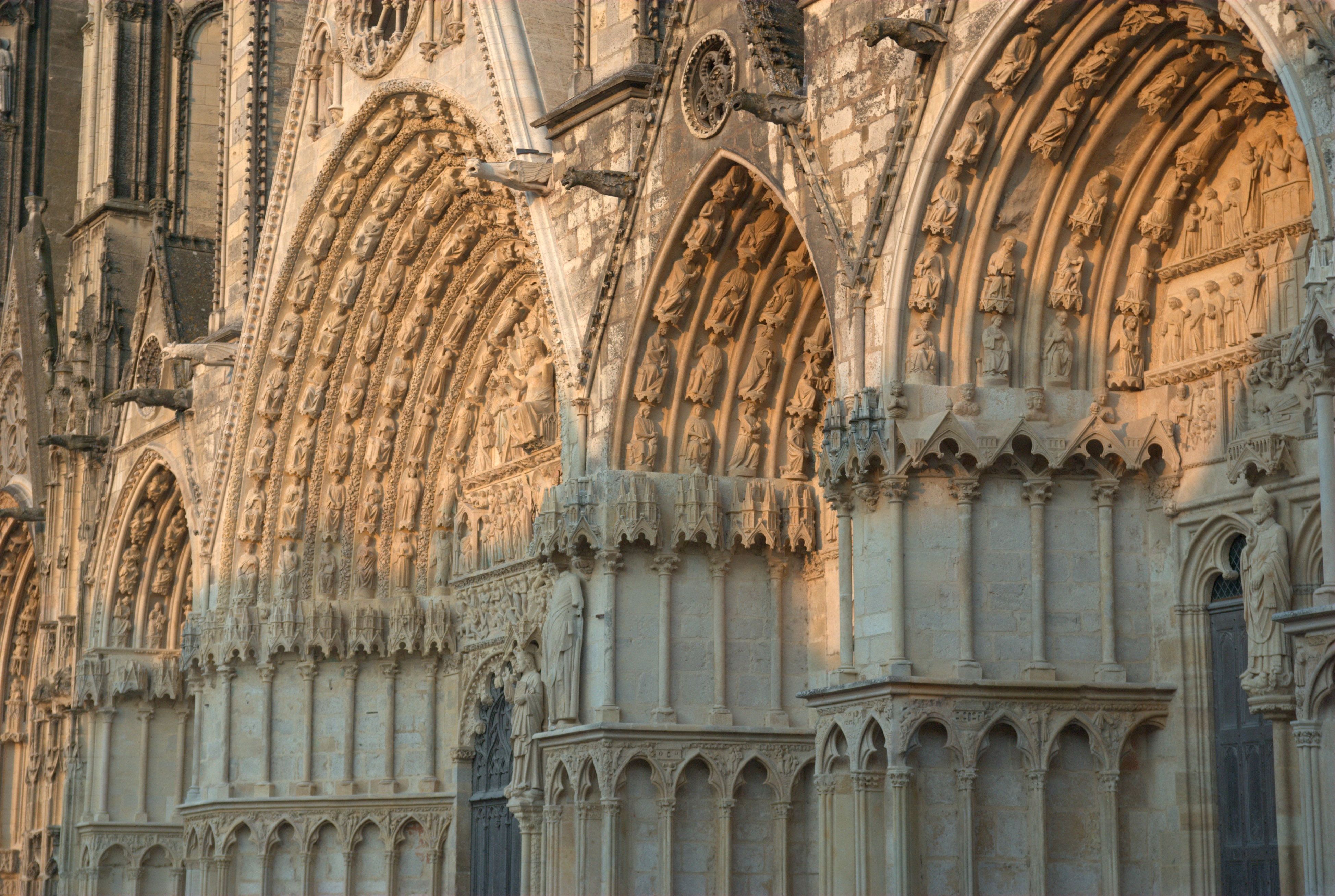
Vstupní portály
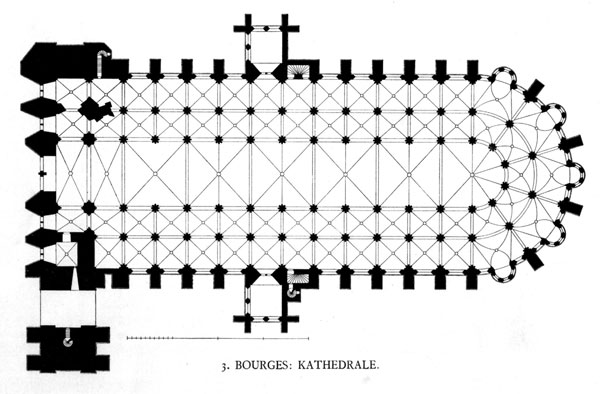
Plán katedrály
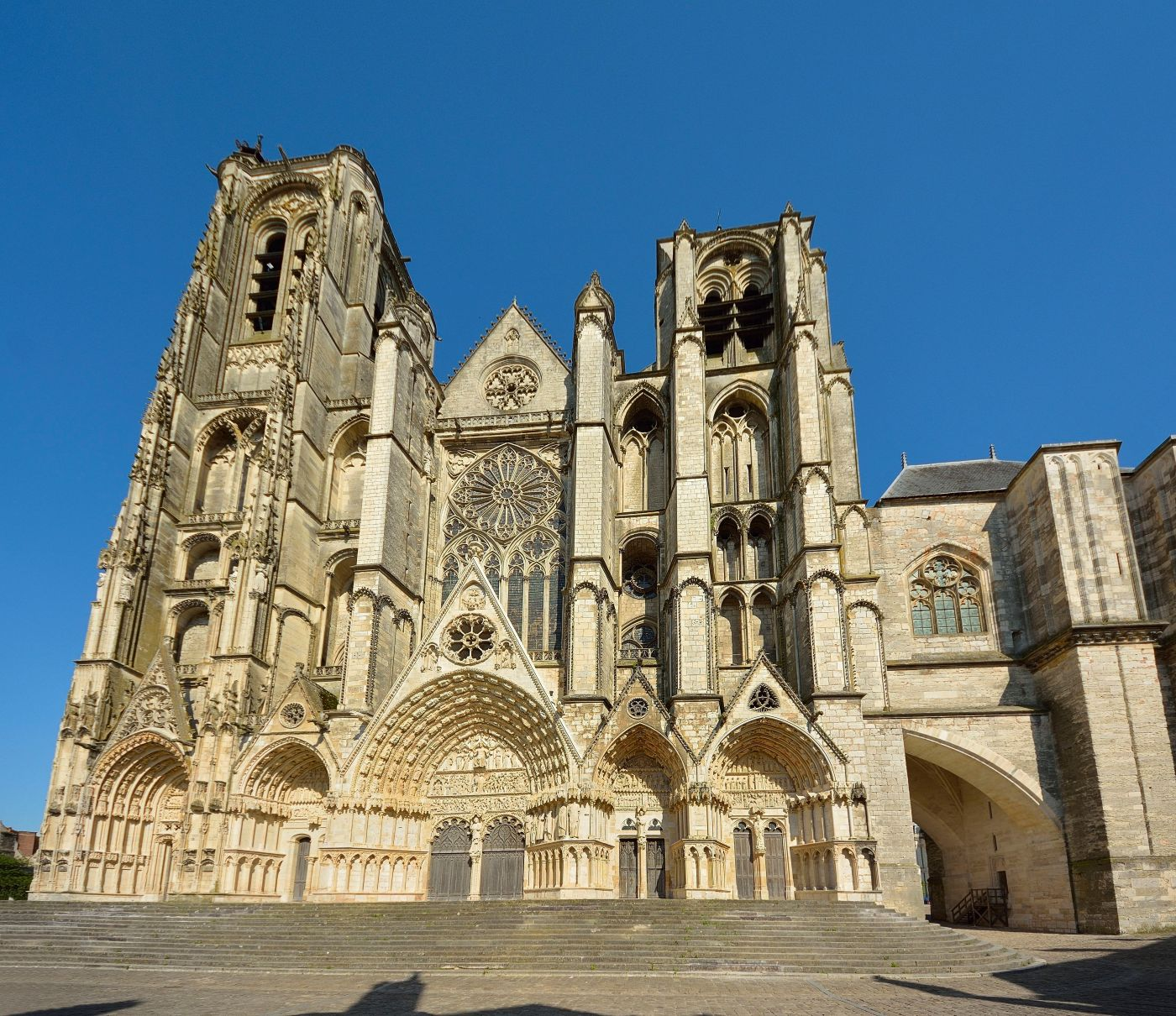
Západní průčelí